# اچ‌ام‌اس آفریقا (۱۷۸۱)
اچ‌ام‌اس آفریقا (۱۷۸۱) (به انگلیسی: HMS Africa (1781)) یک کشتی بود که طول آن ۱۵۹ فوت (۴۸ متر) بود. این کشتی در سال ۱۷۸۱ ساخته شد.